# 585 p.n.e.
| [ Edytuj tabelę ] |                                                                    |
| Król Babilonu     | - 605 p.n.e. Nabuchodonozor II 562 p.n.e.                          |
| Władca Chin       | - 586 p.n.e. Jianwang 572 p.n.e.                                   |
| Władca Egiptu     | - 589 p.n.e. Apries 570 p.n.e.                                     |
| Tyran Koryntu     | - 627 p.n.e. Periander 585 p.n.e.                                  |
| Król Lidii        | - 609 p.n.e. Alyattes II 560 p.n.e.                                |
| Król Macedonii    | - 602 p.n.e. Aeropos I 576 p.n.e.                                  |
| Król Medów        | - 625 p.n.e. Kyaksares 585 p.n.e. - 585 p.n.e. Astyages 550 p.n.e. |
| Władca Persji     | - 600 p.n.e. Kambyzes I 559 p.n.e. - 595 p.n.e. Arsames 550 p.n.e. |
| Król Rzymu        | - 617 p.n.e. Tarkwiniusz I 579 p.n.e.                              |
| Król Tyru         | - 591 p.n.e. Etbaal III 573 p.n.e.                                 |
| Władca Urartu     | - 595 p.n.e. Rusa IV 585 p.n.e.                                    |

Rok 585 p.n.e.
stulecia: VII wiek p.n.e. ~
VI wiek p.n.e. ~
V wiek p.n.e.

lata: 595 p.n.e. «
589 p.n.e. «
588 p.n.e. «
587 p.n.e. «
586 p.n.e. «
585 p.n.e. »
584 p.n.e. »
583 p.n.e. »
582 p.n.e. »
581 p.n.e. »
575 p.n.e.

## Wydarzenia
Bliski Wschód
- 28 maja – bitwa nad rzeką Halys między Medami a Lidyjczykami, podczas której doszło do całkowitego zaćmienia słońca, w wyniku czego adwersarze zdecydowali się przerwać bój i zawrzeć pokój. Zaćmienie Słońca z 28 maja 585 p.n.e. miał przewidzieć Tales z Miletu.
- Astyages został następcą Kyaksaresa jako król Medów.
- Upadek miasta Tejszebaini i państwa Urartu.

Europa
- 13 września – Rzymianie podporządkowali sobie sabińskie miasteczko Collatia.

## Urodzili się
- Anaksymenes, grecki filozof przyrody (zm. ~525 p.n.e.).

## Zmarli
- Kyaksares, król Medów.
- Maskarin Gośala, indyjski asceta i przywódca sekty adźiwików.
- Nitokris I, egipska kapłanka.
- Periander, tyran Koryntu.
- Rusa IV, ostatni król Urartu.
- Jimmu (?), mityczny protoplasta cesarstwa Japonii (data tradycyjna).